# Ben Gillies
Benjamin David Gillies (Newcastle, Australia,24 de octubre de 1979), conocido más comúnmente como Ben Gillies, es un baterista australiano miembro del grupo de grunge Silverchair.
Gillies comenzó en el mundo de la música en la banda The Marching Koalas, en la que coincidió con Chris Joannou, a quien enseñó a tocar la guitarra en sólo tres meses. En el año 2002, su compañero Daniel Johns contrajo una rara enfermedad, la artritis reactiva, que le mantuvo alejado de los escenarios durante todo aquel año. En este periodo, Gillies se unió a la banda Tambalane, que cesó su actividad una vez recuperado Johns, al ser incapaz de compaginar su estadía en dos formaciones de manera simultánea.
Tras la disolución indefinida de Silverchair, Ben Gillies formó su propia banda, Bento, con la que ya ha editado su primer disco "Diamond Days".
- Datos: Q2529599